# Matthias Abuja
Matthias Abuja (* 23. Februar 1850 in Vorderberg (Gemeinde Sankt Stefan im Gailtal); † 20. November 1903 in Klagenfurt) war ein österreichischer Hof- und Gerichtsadvokat und Politiker.

## Leben
Abuja war der Sohn des Landwirts Anton Abuja (* 17. Januar 1819; † 4. April 1890) und dessen Ehefrau Katharina geborene Pipp (* 1. November 1819; † 8. September 1886). Er war römisch-katholisch und heiratete am 20. Juli 1885 Ottilie Nasko (* 13. August 1862; † 25. November 1947). Aus der Ehe ging ein Sohn sowie die Tochter Katharina Abuja (* 29. Juli 1886; † 15. Dezember 1980) hervor. Die Tochter heiratete Fritz Dörflinger.
Abuja besuchte das Gymnasium in Klagenfurt, leistete 1872 den Militärdienst als Einjährig-Freiwilliger und schied 1873 als Leutnant der Reserve aus dem Dienst aus. Danach studierte er in Graz Rechtswissenschaft und schloss das Studium mit der Promotion zum Dr. jur. ab. Ab 1883 war er Rechtsanwalt in Klagenfurt. Er war Mitglied des akademischen Corps „Teutonia“ in Graz und Ausschussmitglied der Advokatenkammer in Klagenfurt.
Abuja gehörte dem Gemeinderat in Klagenfurt an. Vom 22. September 1884 bis zum 25. Juli 1896 und erneut vom 16. April 1903 bis zu seinem Tod am 20. November 1903 war er Abgeordneter im Kärntner Landtag. Im Landtag war er in der
- VI. Wahlperiode von 1884 bis 1890 Mitglied des Bau-, des Revisions-, des Verifikations-, des Jubiläums- und des politisch-juridischen Ausschusses
- VII. Wahlperiode von 1890 bis 1896 Mitglied des Bauten-, des juridisch-politischen Ausschusses sowie der Sonderausschüsse für Krankenhaus-Neubau, Drauregulierung, Eisenbahn und Wahlreform
- IX. Wahlperiode von 1903 bis 1903 Mitglied des Bauten- und des juridisch-politischen Ausschusses

Er gehörte zunächst dem Klub Deutsch-Liberale an und war 1903 fraktionslos (von der DVP unterstützt)
Er ist auf dem Friedhof Annabichl begraben. Nach seinem Tod wurde als Nachfolger Martin Fischer in den Landtag gewählt.